# Frederik Willem Jacob van Aylva van Pallandt
Frederik Willem Jacob van Aylva baron van Pallandt (Oudwoude, 20 september 1826 - Putten, 27 januari 1906) was een Nederlands politicus.

## Familie
Van Pallandt was een lid van de familie Van Pallandt en een zoon van het Eerste Kamerlid H.W. van Aylva baron van Pallandt, heer van Waardenburg en Neerijnen (1804-1881), opperkamerheer, en Constantia Catharina Wilhelmma van Scheltinga (1804-1890). Hij trouwde in 1856 met Anna Frederica Everdina barones van Goltstein (1829-1917), uit welk huwelijk geen kinderen werden geboren.

## Loopbaan
Van Pallandt was een Antirevolutionair Tweede Kamerlid (1884-1887) voor het district Tiel, die zelf verklaarde ongeschikt te zijn voor het Kamerlidmaatschap. Hij woonde op het kasteel Vanenburg bij Putten en was in die gemeente raadslid. Hij bedankte in 1883 voor een benoeming tot Eerste Kamerlid, maar liet zich in 1884 wel overreden om Tweede Kamerlid te worden. Hij voerde wel enkele keren het woord, maar alleen bij onderwerpen van ondergeschikt belang.
Van Pallandt was tevens lid van provinciale staten van Gelderland (1875-1901).

### Hoffuncties
Van Pallandt was kamerheer van koningin-weduwe Anna Paulowna van Rusland (1849-1856) en kamerheer-ceremoniemeester van koning Willem III der Nederlanden (1856-1871). Tot 1871 was hij ook lid van de Hofcommissie. Vanaf 1871 was hij kamerheer i.b.d.

### Onderscheidingen
- Officier in de Orde van de Eikenkroon
- Ridder in de Orde van de Nederlandse Leeuw
- Commandeur in de Orde van de Eikenkroon

## Trivia
In 1880 en 1890 behoorde Van Pallandt tot de hoogstaangeslagenen in de provincie Gelderland.